# Лория, Филипп Глахунович
Филипп Глахунович Лория (груз. ფილიპე გლახუნის ძე ლორია, 19 августа 1878, Нога, Имеретия — 17 ноября 1962, Прага) — грузинский политик, член Учредительного собрания Грузии.

## Биография
Окончил сельское училище.
В 1903 году начал работу в городе Тифлисе, где прожил несколько лет, познакомился с работниками трамвайной линии, присоединился к рабочему движению. С 1903 года был членом Российской социал-демократической рабочей партии, состоял в меньшевистской фракции.
В конце августа 1913 года был арестован за организацию забастовки на городской трамвайной службе. Во второй раз арестован 25 июля 1914 года за организацию забастовки; оставался в тюрьме Метехи до конца октября, затем был выслан в Саратовскую губернию.
После Февральской революции 1917 года был избран членом исполнительного комитета Тифлисского совета рабочих и солдат, членом правления трамвайной больницы, членом профсоюзного совета. В ноябре 1917 года избран членом Национального совета Грузии. В 1918 году работал помощником начальника трамвайного депо. 12 марта 1919 года избран членом Учредительного собрания Республики Грузия по списку Социал-демократической партии Грузии, член дорожного и трудового комитетов. 
С 1919 года гласный городского совета[уточнить]. 
В 1921 году, после советизации Грузии, уехал в эмиграцию и жил в Чехословакии. 

Умер 17 ноября 1962 года, похоронен в Праге.